# Корінна Лінґнау
Корінна Лінґнау (нім. Corinna Lingnau, 18 січня 1960) — німецька хокеїстка на траві.
Срібна призерка Олімпійських Ігор 1984 року.